# Sonja Sperl
Sonja Sperl (* 3. Dezember 1936 in Bayerisch Eisenstein; † 13. August 2020 ebenda als Sonja Sperl-Dolejsch) war eine deutsche Skirennläuferin. Sie war in den 1950er-Jahren die erste Skifahrerin aus dem Bayerischen Wald, die dauerhaft dem alpinen Kader des Deutschen Skiverbandes (DSV) angehörte. Sie war dreifache Deutsche Meisterin und nahm zweimal an Olympischen Winterspielen teil. 1960 gewann sie bei der Skiweltmeisterschaft Silber in der Kombination.

## Werdegang
Sperl kam in dem kleinen niederbayerischen Grenzort Eisenstein zur Welt. Ihre Eltern bewirtschafteten als Pächter das hohenzollersche Gasthaus am Großen Arbersee. Mit dem Skifahren begann sie als Schülerin. Um den besonders im Winter beschwerlichen Schulweg hinunter ins Tal besser bewältigen zu können, nahm sie sich, anfangs ohne Wissen der Eltern, die Skier und fuhr auf der oft eisigen Holzziehbahn am Arber davon. Nach dem Tod ihres Vaters zog die Familie 1945 nach Eisenstein. Von dort stieg sie im Winter zusammen mit einem Schulkameraden fast täglich zum Skifahren auf den Großen Arber. Erleichtert wurden ihre Übungen als im September 1949 am Arber der erste Sessellift gebaut wurde.
Ihr Talent fiel im Sportverein Bayerisch Eisenstein auf und so wurde sie 1951 über den Skigau Bayerwald für die im oberbayerischen Ruhpolding stattfindende erste deutsche Jugendmeisterschaft nach dem Zweiten Weltkrieg gemeldet. Dort setzte sie sich gegen die für gewöhnlich dominierenden Fahrerinnen aus dem Alpenvorland durch und gewann im Alter von 14 Jahren im Slalom ihre erste Deutsche Jugendmeisterschaft. Bis 1955 blieb Sperl Deutsche Jugendmeisterin in allen alpinen Disziplinen. Insgesamt errang sie dabei 13 Meistertitel.

### Internationale Karriere
Anschluss an die internationale Spitze fand sie Anfang 1956, als sie völlig überraschend trotz der hohen Startnummer 43 am 14. Januar den Abfahrtslauf beim 16. Internationalen Hahnenkammrennen in Kitzbühel gewann. Ihr Sieg gegen die Skielite der Welt kam so unerwartet, dass das Renngericht die elektrischen Messgeräte gleich zweimal kontrollierte. Sie war gar nicht für das deutsche Olympiateam nominiert gewesen, qualifizierte sich aber mit diesem Ergebnis für die Olympischen Winterspiele 1956 im italienischen Cortina d’Ampezzo, konnte dort aber mit einem 32. Platz in der Abfahrt ihre Leistung nicht bestätigen.

In den Folgejahren blieb Sperl die beständigste Fahrerin im deutschen Kader. 1957 wurde sie in Oberammergau Deutsche Meisterin im Slalom, zwei Jahre darauf gewann sie in Oberstaufen die Titel im Slalom und in der Kombination.

### Weltmeisterschafts-Silber 1960
Gemeinsam mit der Allgäuerin Heidi Biebl war sie so für die Olympischen Winterspiele 1960 im US-amerikanischen Squaw Valley gesetzt. Zum sehr guten Ergebnis der deutschen Damenmannschaft bei den olympischen Wettkämpfen trug sie mit einem siebten, achten und neunten Platz in Abfahrt, Riesenslalom und Slalom bei. In der nichtolympischen, aber zur Weltmeisterschaft zählenden Kombinationswertung belegte sie hinter der Kanadierin Anne Heggtveit den zweiten Platz. Bei der Rückkehr aus den Vereinigten Staaten bereiteten ihr die Einwohner ihres Heimatortes eine große Siegesfeier. Bereits an der Landkreisgrenze wurde sie empfangen und von einer langen Wagenkolonne nach Bayerisch Eisenstein begleitet, wo ihr zu Ehren Böllerschüsse abgefeuert wurden.

### Heirat und Rücktritt
1960 heiratete Sperl und sie wurde Mutter einer Tochter. Ihre finanziellen Möglichkeiten erlaubten der Amateursportlerin nunmehr keine weiten Reisen an die Wettkampforte mehr. So trat sie nach sieben Jahren in der deutschen Skinationalmannschaft vom Leistungssport zurück. Sie legte die staatliche Skilehrerprüfung ab und eröffnete nach einiger Zeit eine eigene Skischule. In späteren Jahren führte sie in Bayerisch Eisenstein eine Pension.

## Sportliche Erfolge

### Olympische Spiele
- Cortina d’Ampezzo 1956: 32. Abfahrt
- Squaw Valley 1960: 7. Abfahrt, 9. Riesenslalom, 8. Slalom

### Weltmeisterschaften
- Squaw Valley 1960: 2. Kombination

### Deutsche Meisterschaften
Sonja Sperl ist dreifache Deutsche Meisterin:
- 2× Slalom (1957 und 1959)
- 1× Kombination (1959)